# Brente

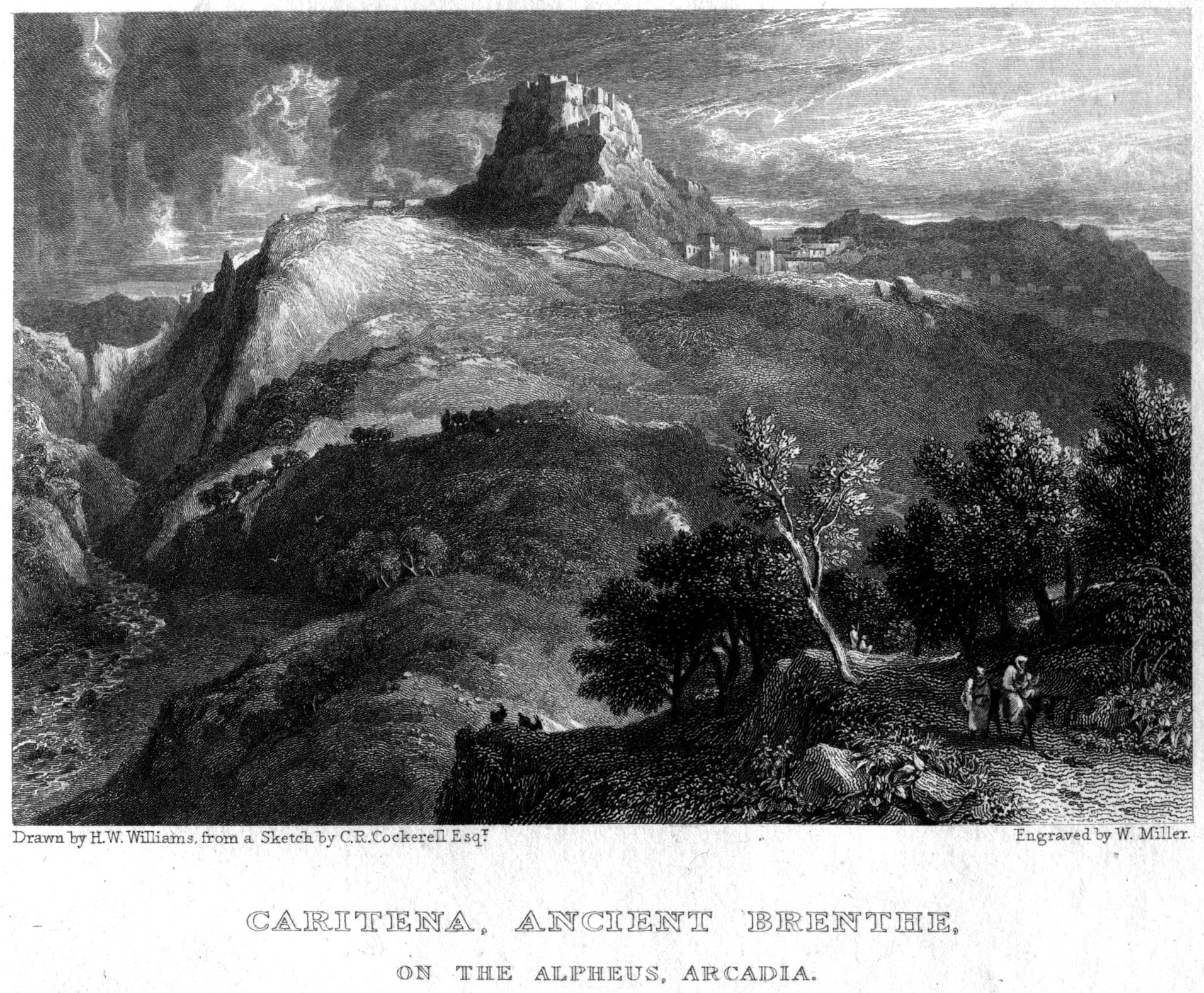
Caritena, antiguo grabado de Brenthe de William Miller según H W Williams

Brente (en griego, Βρένθη) fue una antigua ciudad griega situada en Arcadia.
Pausanias dice que estaba en el camino entre Gortina y Megalópolis. En sus inmediaciones ubica el «Parebasio», una tumba de los que murieron en la guerra de Cleómenes. Añade que por allí pasaba el río Brenteates, un río que a cinco estadios de la ciudad desembocaba en el río Alfeo y que en su tiempo estaba en ruinas.
Se localiza en la moderna población de Karitena.